# Anže Burger
Anže Burger, slovenski ekonomist, * 23. marec 1979, Kranj. 

## Življenjepis
Rodil se je 23. marca 1979 v Kranju, kjer je obiskoval Osnovno šolo Simona Jenka. Leta 1994 se je vpisal na Gimnazijo Kranj, s tretjim letnikom pa se je prepisal na mednarodni program Gimnazije Bežigrad v Ljubljani. Leta 1998 se je vpisal na študij mednarodne ekonomije na Ekonomski fakulteti Univerze v Ljubljani, kjer je leta 2003 diplomiral pod mentorstvom Jožeta P. Damijana. Leta 2005 je na isti fakulteti še magistriral in leta 2009 doktoriral.
Od leta 2008 je zaposlen na Fakulteti za družbene vede Univerze v Ljubljani, kjer je izredni profesor (mednarodne) ekonomije in predstojnik raziskovalnega Centra za mednarodne odnose.
Živi v Šenčurju.